# 青草町
青草町（あおくさまち）は、石川県金沢市は現行行政地名。丁目を持たない単独町名であり、住居表示未実施区域。

## 地理
隣は、武蔵町、袋町。町のほぼすべてが近江町いちば館となっている。

## 世帯数と人口
2022年（令和4年）8月1日現在の世帯数と人口は以下のとおりである。
| 町丁   | 世帯数 | 人口 |
| ------ | ------ | ---- |
| 青草町 | 0世帯  | 0人  |

## 小・中学校の学区
市立小・中学校に通う場合、学区は以下のとおりとなる。
| 番・番地等 | 小学校             | 中学校             |
| ---------- | ------------------ | ------------------ |
| 全域       | 金沢市立中央小学校 | 金沢市立長町中学校 |

## 交通

### 鉄道
町内に鉄道駅はない。

### バス
武蔵ヶ辻・近江町市場バス停のうち北鉄バスの2番のりば、西日本ジェイアールバスの香林坊方面のりばが町内に位置する。これらののりばはいちば館の建設に合わせて拡幅・バリアフリー化など再整備され、乱立していた標識等も1枚の大きな案内板に集約されている

### 道路
- 国道157号

## 施設
- 近江町いちば館